# Нестеров, Пётр Андреевич
Пётр Андре́евич Не́стеров (26 июля 1924, село Гремячевка, Пензенская губерния — 16 февраля 2013, посёлок Сура, Пензенская область) — участник Великой Отечественной войны, командир пулемётного взвода 312-го гвардейского стрелкового полка 109-й гвардейской стрелковой дивизии 46-й армии 2-го Украинского фронта, Герой Советского Союза (1945), гвардии лейтенант.

## Биография
Пётр Нестеров родился в селе Гремячевка Городищенского уезда Пензенской губернии, в семье крестьянина. По национальности — русский. Детство и юность провёл в Пензе. Окончил 8 классов.
В марте 1942 года Нестеров был призван в ряды Красной Армии. После окончания в мае 1943 года курсов младших лейтенантов, был переведён в действующую армию.
К осени 1944 года гвардии лейтенант Нестеров командовал пулемётным взводом 312-го гвардейского стрелкового полка 109-й гвардейской стрелковой дивизии, участвовавшей в форсировании реки Дунай в Югославии.
В середине октября 1944 года Пётр Нестеров после успешного форсирования реки Дунай организовал захват на плацдарме важной высоты в районе населённого пункта Ритопек, находившегося в 10 километрах юго-восточнее Белграда, столицы Югославии. В критический момент боя Нестеров заменил выбывшего из строя командира стрелковой роты, после чего, проявив личное мужество и героизм, с оставшимися бойцами продолжал удерживать занимаемый рубеж, чем способствовал переправе через Дунай остальных подразделений. Несмотря на получение нескольких ранений, продолжил бой до подхода подкреплений.
24 марта 1945 года за образцовое выполнение боевых заданий командования на фронте борьбы с немецко-фашистскими захватчиками и проявленные при этом мужество и героизм указом Президиума Верховного Совета СССР гвардии лейтенанту Петру Андреевичу Нестерову было присвоено звание Героя Советского Союза с вручением ордена Ленина и медали «Золотая Звезда».
О присвоении высокого звания Пётр Андреевич узнал, находясь на излечении в госпитале в городе Сочи. После окончания войны был уволен в запас. Вернулся на родину, работал в Никольском райисполкоме на различных должностях.
Пётр Нестеров скончался 16 февраля 2013 года в родном посёлке Сура, где жил последние годы. Был похоронен на поселковом кладбище Суры.
Являлся последним участником Великой Отечественной войны — Героем Советского Союза, проживавшим в Пензенской области.

## Награды
- Герой Советского Союза (24 марта 1945, медаль № 7560) — за образцовое выполнение боевых заданий командования на фронте борьбы с немецко-фашистскими захватчиками и проявленные при этом мужество и героизм;
- орден Ленина (24 марта 1945, орден № 50178);
- орден Отечественной войны 1-й степени (1985);
- медали СССР и России.

## Память
- В посёлке Сура на доме, в котором жил Нестеров, установлена мемориальная доска.
- Имя Петра Нестерова долгое время носила пионерская дружина школы в Пензе, в которой он учился.
- Бюст герою установлен на Центральной площади г. Никольска Пензенской области.

Бюст Нестерову П. А. на Центральной площади г. Никольска Пензенской области.